# 竹田車庫
竹田車両基地（たけだしゃりょうきち）とは、京都市伏見区竹田西段川原町にある京都市営地下鉄烏丸線の車両基地である。1988年以前、烏丸線が全線地下という関係上、竹田駅延伸するまで本格的な地下鉄車両基地が存在しなかった。同線用10系電車が搬入の際、地下部分より搬入されていたが、同車両基地が完成した1988年以降は地上陸送にておさまっている。敷地面積67,671平方メートル。竹田駅の北西にある。配線の関係で、竹田駅との入出庫のためには、くいな橋駅付近の入出庫線上でスイッチバックする必要がある。

## 所属車両
- 京都市交通局10系電車
- 京都市交通局20系電車
  - 他に、構内専用（機械扱いで無車籍）として日本輸送機製の車両移動機が配置されている[1]。

## 歴史
- 1988年（昭和63年）6月11日 烏丸線（京都～竹田間）の延伸開業とともに設置。

## 周辺
- 竹田駅
- くいな橋駅